# Liste du patrimoine immobilier classé de Soumagne
 (juin 2020).
Si vous disposez d'ouvrages ou d'articles de référence ou si vous connaissez des sites web de qualité traitant du thème abordé ici, merci de compléter l'article en donnant les références utiles à sa vérifiabilité et en les liant à la section « Notes et références ».
Cette page regroupe l'ensemble du patrimoine immobilier classé de la ville belge de Soumagne.
| Objet | Année de construction / Architecte | Adresse                                                | Section communale | Coordonnées                      | Numéro d’inventaire | Illustration |
| --- | ---------------------------------- | ------------------------------------------------------ | ----------------- | -------------------------------- | ------------------- | --- |
| L'église Saint-Lambert à Soumagne |                                    | Soumagne                                               |                   | 50° 36′ 44″ nord, 5° 44′ 53″ est | 62099-CLT-0001-01   | L'église Saint-Lambert à Soumagne |
| Ancienne borne frontière (1787) entre la Principauté de Liège et le Duché de Limbourg (Empire autrichien), dénommé la Belle Pierre, sur l'acqueduc recouvrant le ruisseau cadastré sous le nom ruisseau du Pont Clory (+ HERVE/Xhendelesse).                                       |                                    |                                                        |                   | 50° 37′ 02″ nord, 5° 45′ 52″ est | 62099-CLT-0002-01   | Ancienne borne frontière (1787) entre la Principauté de Liège et le Duché de Limbourg (Empire autrichien), dénommé la Belle Pierre, sur l'acqueduc recouvrant le ruisseau cadastré sous le nom ruisseau du Pont Clory (+ HERVE/Xhendelesse). |
| Immeuble sis rue Pierre Curie, n°23 à Soumagne |                                    | Rue Pierre Curie n°23 te Soumagne                      |                   | 50° 36′ 43″ nord, 5° 44′ 52″ est | 62099-CLT-0003-01   | Image manquanteTéléverser |
| Maison sise chaussée de Liège, n°87 à Ayeneux |                                    | Chaussée de Liège n°87 te Ayeneux                      |                   | 50° 36′ 31″ nord, 5° 42′ 50″ est | 62099-CLT-0004-01   | Image manquanteTéléverser |
| L'église de Cerexhe-Heuseux |                                    |                                                        |                   | 50° 39′ 02″ nord, 5° 43′ 45″ est | 62099-CLT-0005-01   | L'église de Cerexhe-Heuseux |
| Le vieux tilleul séculaire qui ombrage la chapelle d'Evegnée |                                    |                                                        |                   | 50° 38′ 31″ nord, 5° 42′ 27″ est | 62099-CLT-0006-01   | Le vieux tilleul séculaire qui ombrage la chapelle d'Evegnée |
| La Chapelle Notre-Dame à Evegnée |                                    | Evegnée                                                |                   | 50° 38′ 31″ nord, 5° 42′ 28″ est | 62099-CLT-0007-01   | La Chapelle Notre-Dame à Evegnée |
| L'église saint-job de Melen, son mobilier et les orgues ainsi que le mur de clôture qui entoure le cimetière à Melen |                                    | Melen                                                  |                   | 50° 38′ 48″ nord, 5° 44′ 12″ est | 62099-CLT-0008-01   | L'église saint-job de Melen, son mobilier et les orgues ainsi que le mur de clôture qui entoure le cimetière à Melen |
| Pont 1677 situé derrière le chœur de l'église à Soumagne |                                    | Soumagne                                               |                   | 50° 36′ 45″ nord, 5° 44′ 58″ est | 62099-CLT-0011-01   | Image manquanteTéléverser |
| Partie du mur d'enceinte du cimetière entourant l'église Saint-Lambert, construite en moellons et dans laquelle sont encastrées vingt croix funéraires et le calvaire érigé au milieu du cimetière (M) ainsi que le cimetière désaffecté, aujourd'hui aménagé en jardin public (S) |                                    |                                                        |                   | 50° 36′ 44″ nord, 5° 44′ 53″ est | 62099-CLT-0012-01   | Image manquanteTéléverser |
| La Belle Fleur du charbonnage du Bas-Bois à Soumagne |                                    | Soumagne                                               |                   | 50° 37′ 10″ nord, 5° 44′ 17″ est | 62099-CLT-0014-01   | La Belle Fleur du charbonnage du Bas-Bois |
| Ferme sise rue Rafhay, n°75 (jadis n°39) à Haute-Rafhay à savoir: |                                    | Rue Rafhay n°75 (jadis n°39) te Haute-Rafhay te savoir |                   | 50° 36′ 09″ nord, 5° 45′ 11″ est | 62099-CLT-0016-01   | Image manquanteTéléverser |